# Eddie Panlilio
Eduardo "Among Ed" T. Panlilio (Minalin, 6 december, 1953) is een Filipijns politicus en voormalig rooms-katholiek priester. Panlilio was van 2007 tot 2010 gouverneur van de provincie Pampanga. Na zijn besluit om mee te doen aan de verkiezingen van 2007 werd Panlilio door de Filipijnse bisschoppenconferentie geschorst als priester.

## Biografie

### Achtergrond
Eddie Panlilio werd geboren op 6 december 1953 als zesde in een gezin van zeven kinderen. Zijn ouders waren Gervacio Cunanan Panlilio en Catalina Tongol. Zijn moeder overleed in 1992, waarna zijn vader enkele jaren later trouwde met Maria Restinia Regala. In 2007, nog voor Eddie de politiek inging overleed ook zijn vader.

### Priesterschap
Hoewel Panlilio zich al vroeg geroepen voelde tot het priesterschap, was zijn weg ernaartoe niet zonder problemen. Hij veranderde een aantal keer van seminarie voor hij op 13 december 1981 werd gewijd als priester na het voltooien van zijn studie theologie aan de St. Augustine Major seminarie. Hij werkte daarna tientallen jaren als priester in het aartsbisdom San Fernando. In deze periode was hij erg actief op sociaal gebied en welzijnswerk. Zo was hij van 1984 tot 1998 directeur van het Social Action Center van Pampanga (een welzijnsorganisatie van het aartsbisdom van San Fernando). Toen de Pinatubo in 1991 uitbarstte en grote delen van de omliggende dorpen onder het as verdwenen, was hij een van de personen die zich bezighielden met coördineren van de hulp vanuit ngo's en de overheid om de bewoners van de provincie er weer bovenop te helpen. Hij speelde een voortrekkersrol in de vorming van de Pampanga Accociation of ngo's (PAMPANGO) in 1993 en hielp met de oprichting van Talete Panyulung Kapampangan (TPKI), die zich tientallen jaren heeft ingezet voor oecumene en microkrediet in de regio. Panlilio kreeg in 1999 de onderscheiding "Most Outstanding Kapampangan" voor zijn inzet voor de lokale gemeenschap. In 2006 kreeg hij een onderscheiding van het Aartsbisdom San Fernando voor zijn welzijnswerk.

### Gouverneur
In 2007 besloot Panlilio zich verkiesbaar te stellen voor het gouverneurschap van de provincie Pampanga. Hij verdedigde zijn controversiële stap, door te verklaren dat dit een logische voortzetting was het zijn voorvechtersrol voor de rechten van de armen, die in zijn ogen te lang zijn uitgebuit en aan hun lot zijn overgelaten door de corrupte en onverschillige provinciale bestuurders.
Panlilio versloeg verrassend zijn twee belangrijkste tegenstanders, Lilia Pineda en zittend gouverneur Mark Lapid, beiden lid van de coalitie van president Gloria Macapagal-Arroyo. Zijn marge met Lilia Pineda was slechts 1146 stemmen op een totaal aantal stemmen van 600.000 voor alle drie de kandidaten. Drie maanden voor de verkiezingen van 2010 bleek echter bij een hertelling van de stemmen dat Pineda 2011 stemmen meer had behaald. De Filipijnse kiescommissie gaf Panlilio daarop de opdracht zijn post te verlaten.
Bij de verkiezingen van 2010 kort daarop versloeg Pineda Panlilio opnieuw, ditmaal met een marge van 246.000 stemmen. Drie jaar later nam Panlilio het bij de verkiezingen van 2013 werderom op tegen Lilio Pineda. Ook deze verkiezingen gingen verloren.